# József Moravetz
József Moravetz (* 14. Januar 1911 in Österreich-Ungarn; † 16. Februar 1990) war ein rumänischer Fußballspieler. Er nahm an der Fußball-Weltmeisterschaft 1934 teil.

## Karriere
Moravetz spielte in Timișoara für die Klubs RGMT und Ripensia. Mit Ripensia gewann er 1936 die rumänische Meisterschaft und den rumänischen Pokal.
Er debütierte am 29. November 1931 in einem Spiel um den Balkan-Cup gegen Griechenland in der rumänischen Nationalmannschaft. Nationaltrainer Josef Uridil berief ihn in das rumänische Aufgebot für die Fußball-Weltmeisterschaft 1934 in Italien und setzte ihn im einzigen Spiel der Rumänen bei diesem Turnier gegen den späteren Vizeweltmeister Tschechoslowakei ein.
Moravetz bestritt zwischen 1931 und 1934 zehn Spiele für die rumänische Fußballnationalmannschaft, in denen er ohne Torerfolg blieb. 

## Erfolge
- Rumänischer Meister: 1936
- Rumänischer Pokalsieger: 1936